# Tramvajová doprava v Košicích
Tramvajová doprava v Košicích funguje od roku 1891, kdy byl zahájen provoz koněspřežné tramvaje. První elektrické tramvaje vyjely do košických ulic na přelomu let 1913 a 1914. Současná délka normálněrozchodných (1435 mm) tratí v městě činí 34 km.

## Historie

### Koňská a parní tramvaj
V Košicích se MHD vyvíjí již přes sto let a je tak nejstarší na území Slovenska. Prvním významným datem se stal 14. listopad 1891, kdy byl zprovozněn první úsek linky koněspřežné tramvaje. Celá linka z nádraží přes Hlavní a Črmeľskou ulici na konečnou u restaurace Baránok v Črmeľském údolí o délce 5,1 km byla v provozu od května roku následujícího. Kromě hlavní tratě byly postaveny i tři vedlejší úseky určené pouze pro nákladní dopravu. Celá síť košické koňky měřila 7,8 km. Všechny tratě měly normální rozchod kolejí, tedy 1435 mm. Provozovatelem byl dopravní podnik Kassai közúti vasút (Košické pouliční dráhy). Vozový park tvořilo 15 osobních vozů a několik nákladních.
7. července 1893 se objevily v provozu parní tramvaje. Ty postupně nahradily koňku (do roku 1895), provoz byl ale nerentabilní, proto bylo další rok přikročeno ke kombinovanému systému: koňka jezdila od nádraží k divadlu, dále do Črmeľského údolí pokračovala tramvaj parní. K dispozici bylo 7 parních lokomotiv. Tento systém byl zrušen elektrifikací tratí v letech 1913 a 1914.

### Elektrické tramvaje a první polovina 20. století
S výstavbou nových tratí určených pro elektrické tramvaje se začalo na podzim roku 1912, práce byly ukončeny o rok později. Nejdříve začala jezdit nákladní doprava (od 30. prosince 1913), osobní doprava byla zahájena o dva měsíce později, kdy nahradila kombinovaný systém koňské a parní tramvaje. Celková délka tratí byla 12,5 km. V provozu bylo 18 motorových, 5 uzavřených vlečných a 5 otevřených vlečných vozů (plus tři nákladní motorové vozy a několik nákladních vlečných). Jezdily na třech linkách:
- Nádraží – Hlavní ulice – Komenského ulice – Črmeľ
- náměstí Osvoboditelů – Kuzmányho ulice – náměstí Maratónu míru
- náměstí Osvoboditelů – Franckova továrna (poblíž dnešního hotelu Strojár).

Po vzniku Československa se provozovatel přejmenoval na Košické elektrické pouliční dráhy a původní maďarské jméno bylo opuštěno. V meziválečném období se provoz již prakticky nerozvíjel, došlo pouze ke zdvoukolejnění několika úseků. Výjimkou byl nový jednokolejný úsek od stadionu Lokomotivy k lázním Anička. Tramvaje obsluhovaly všechny přepravní vztahy a až do 50. let byly monopolním dopravním prostředkem ve městě.

### Druhá světová válka a doba socialismu

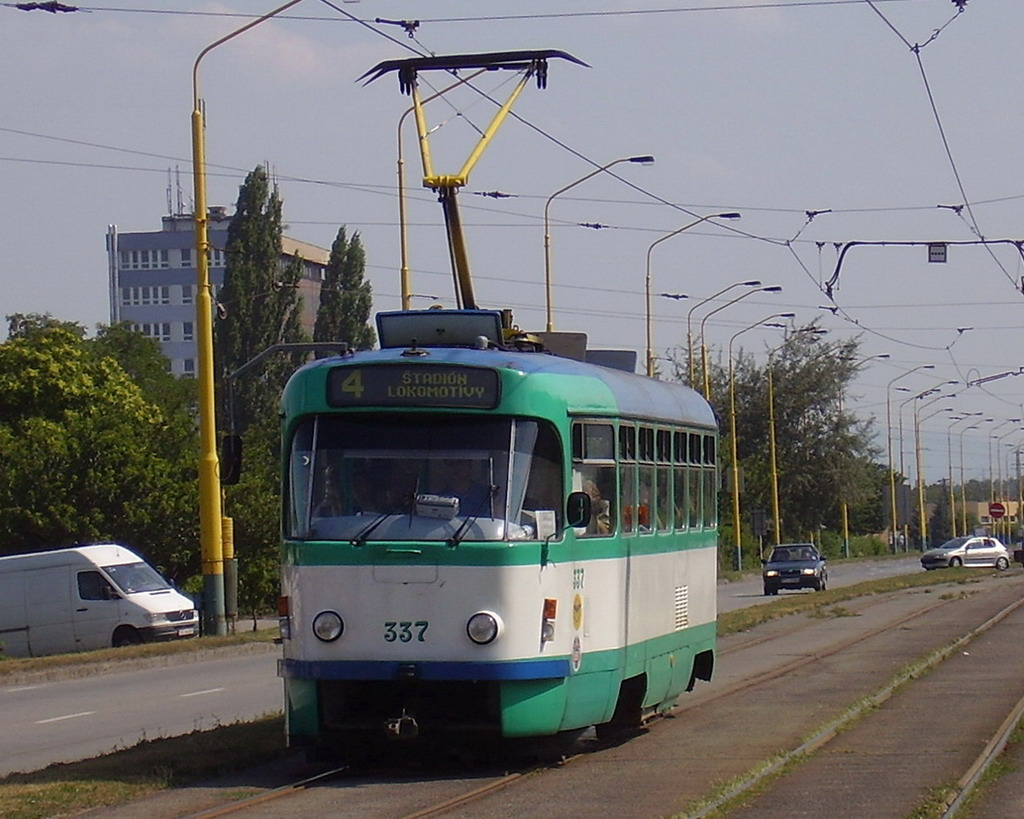
Tramvaj typu Tatra T3 v Košicích

Za maďarské okupace tramvajový provoz stagnoval. Na konci války však ustupující německá armáda zničila velkou část tratí a měníren a většinu tramvajových vozů odvlekla. Po osvobození v roce 1945 byl provoz opět obnoven, nasadily se vozy, které nebyly válkou tolik poškozeny. Dopravný podnik mesta Košice byl opět přejmenován; nový název měl nyní podobu Mestské verejné podniky – doprava. Vzhledem k rozšiřování sítě začal být zastaralý vozový park však brzy obnovován; nejprve ojetými tramvajemi z Prahy a později novými moderními vozy z Tatry Smíchov (Tatra T1 a Tatra T2). V 50. a 60. letech nastalo období největšího rozvoje. V roce 1959 byl zahájen provoz na trati po ulici Boženy Němcové, o rok později byla prodloužena trať na Aničku až do Ťahanovců. Roku 1964 vznikla rychlodrážní trať do Východoslovenských železáren, zároveň došlo ke zrušení nákladní tramvajové dopravy. Po uvedení rychlodráhy do provozu se dopravní podnik již nyní s názvem Dopravný podnik mesta Košíc rozhodl nakoupit tramvaje nejrozšířenějšího typu Tatra T3. Pro účely velkokapacitní přepravy zaměstnanců železáren byla tato vozidla provozována v třívozových soupravách, což bylo v Československu raritou. 30. 10. 1978 došlo k jedné z největších nehod hromadné dopravy v rámci Československa, při nehodě na lince č. 6 zahynulo 9 lidí, 10 bylo těžce zraněno a 80 lehce. Nehodu dle vyšetřování zavinila řidička soupravy nesprávným stylem jízdy a podceněním setrvačných sil plně obsazených vozů soupravy na trati z kopce. V 80. letech se postavilo několik tratí do sídlišť Nad jazerom a Krásná a po Alejové ulici. V roce 1986 byl provoz na trati vedoucí Hlavní ulicí převeden na trať v paralelní Kuzmányho ulici. Mělo jít o provizorní řešení, protože důvodem tohoto přesunu byla rekonstrukce dómu sv. Alžběty. Přesto k návratu tramvají do Hlavní ulice již nedošlo.

### Změny v 90. letech

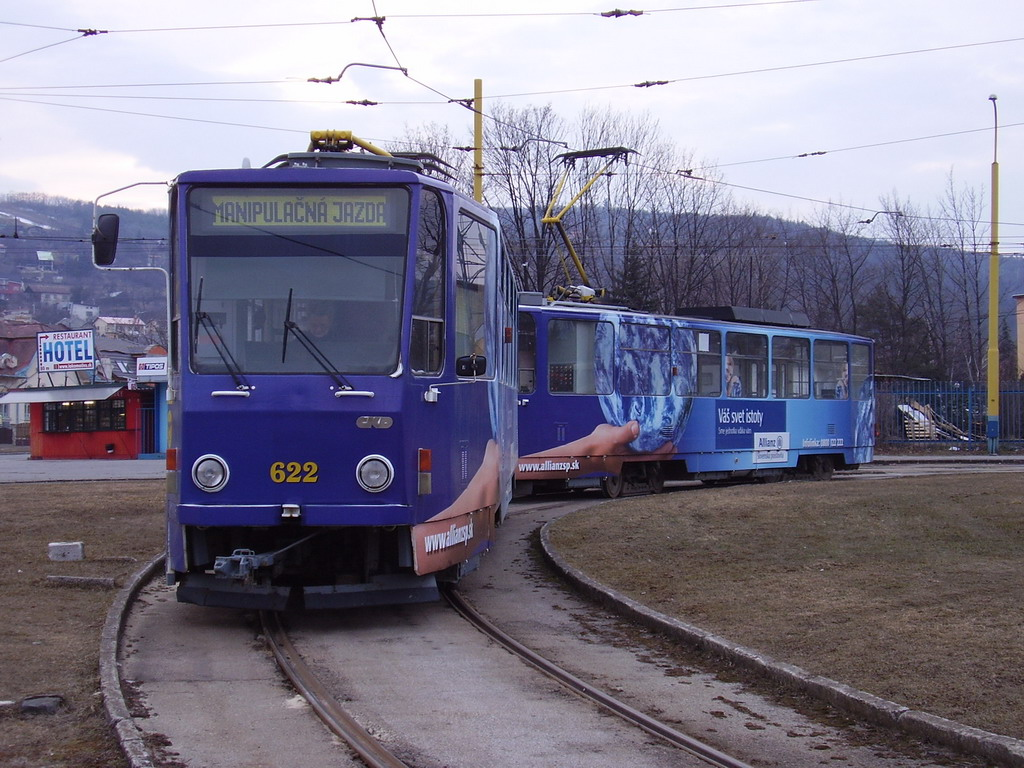
Souprava dvou vozidel typu T6A5 ve smyčce Havlíčkova

Takto systém fungoval až do roku 1996, kdy byl dopravní podnik (po transformaci z roku 1994 na akciovou společnost) nucen zrušit provoz třívozových vlaků z důvodů vysokých provozních nákladů. Po pádu komunismu se objevily také tramvaje typů Tatra KT8D5 a Tatra T6A5, avšak úroveň celého provozu začala upadat. Důvodem byly nižší dotace kvůli převodu všech nákladů ze státu na město, což způsobilo též i zvýšení jízdného. Nedostatek prostředků se projevil i na některých vozech, ze kterých byly odstraněny například couvací kontrolky z předních vozů souprav a reflektory se zrcátky ze zadních, z kabiny řidiče u některých zadních vozů bývá vymontována spousta komponentů, čímž se tyto vozy staly samostatně nepojízdnými a de facto vlečnými.

## Současnost

### Vozový park

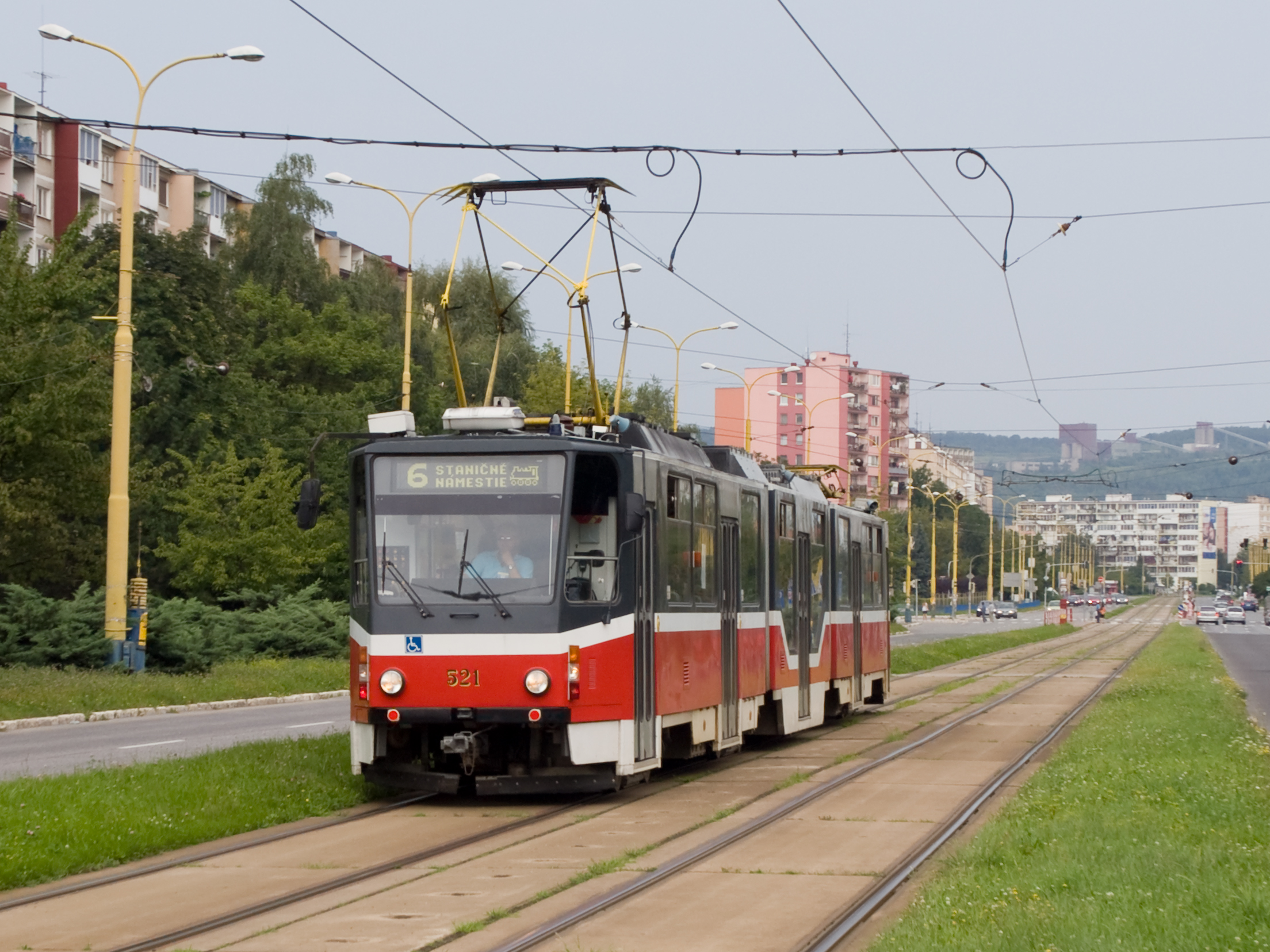
Košická tramvaj typu KT8D5R.N2 projíždí třídou SNP

Předposlední velká dodávka nových vozidel, dvaceti dvou kusů tramvají typu Tatra T6A5 byla uskutečněna v roce 1992. Průběžně docházelo k rekonstrukcím vozů typu Tatra KT8D5 na typ Tatra KT8D5R.N2 s vloženým středním nízkopodlažním článkem. V letech 2000 až 2001 byl jeden vůz T3SUCS dodaný v roce 1983 rekonstruován na typ Tatra T3Mod s výzbrojí s asynchronními motory, doplněn o informační systém a nový interiér. Kvůli časté poruchovosti však tento vůz v současnosti do pravidelného provozu nezasahoval a byl odstaven ve vozovně. V roce 2010 bylo v provozu kolem 77 vozů typu Tatra T3, které byly postupně vyřazovány. Z tohoto počtu bylo 70 vozů podtypu Tatra T3SUCS a sedm vozů Tatra T3SU. Po odprodeji do Miskolce zbylo v Košicích třináct kusů vozů řady Tatra KT8D5 a dalších šest rekonstruovaných Tatra KT8D5R.N2. Vozový park doplňuje 29 vozů Tatra T6A5. V roce 2011 byla do Košic dodána jedna nová tramvaj VarioLF, na což v letech 2014–2018 navázala dodávka 46 kusů kloubových tramvají VarioLF2 plus.
V Košicích jsou na tramvajích typů T6A5 a KT8D5 vyměněna automatická spřáhla za spřáhla pražského typu. Další zajímavostí je jízda souprav T6A5 a KT8D5 na zadní sběrač, takto jezdily i bratislavské soupravy vozů T6A5. Vozy jsou po prohlídkách nebo opravách vypravovány v zeleno-bílém nebo v městském červeno-bílém nátěru, popřípadě nesou celovozové reklamy.
V osobním provozu jsou následující typy vozidel:
| Obrázek       | Typ           | Modifikace a podtypy         | Dodávky v letech (celkové dodávky) | Počet (k 7. 2. 2024) |
| ------------- | ------------- | ---------------------------- | ---------------------------------- | -------------------- |
| Tatra KT8D5   | Tatra KT8D5   | Tatra KT8D5, Tatra KT8D5R.N2 | 1989–1991 (1986–1991)              | 11                   |
| Tatra T6A5    | Tatra T6A5    | Tatra T6A5                   | 1992 (1992–1993)                   | 10                   |
| VarioLF       | VarioLF       | VarioLFR.S                   | 2011 (2011)                        | 1                    |
| VarioLF2 plus | VarioLF2 plus | VarioLF2 plus                | 2014–2018 (2014–2018)              | 46                   |

### Tratě

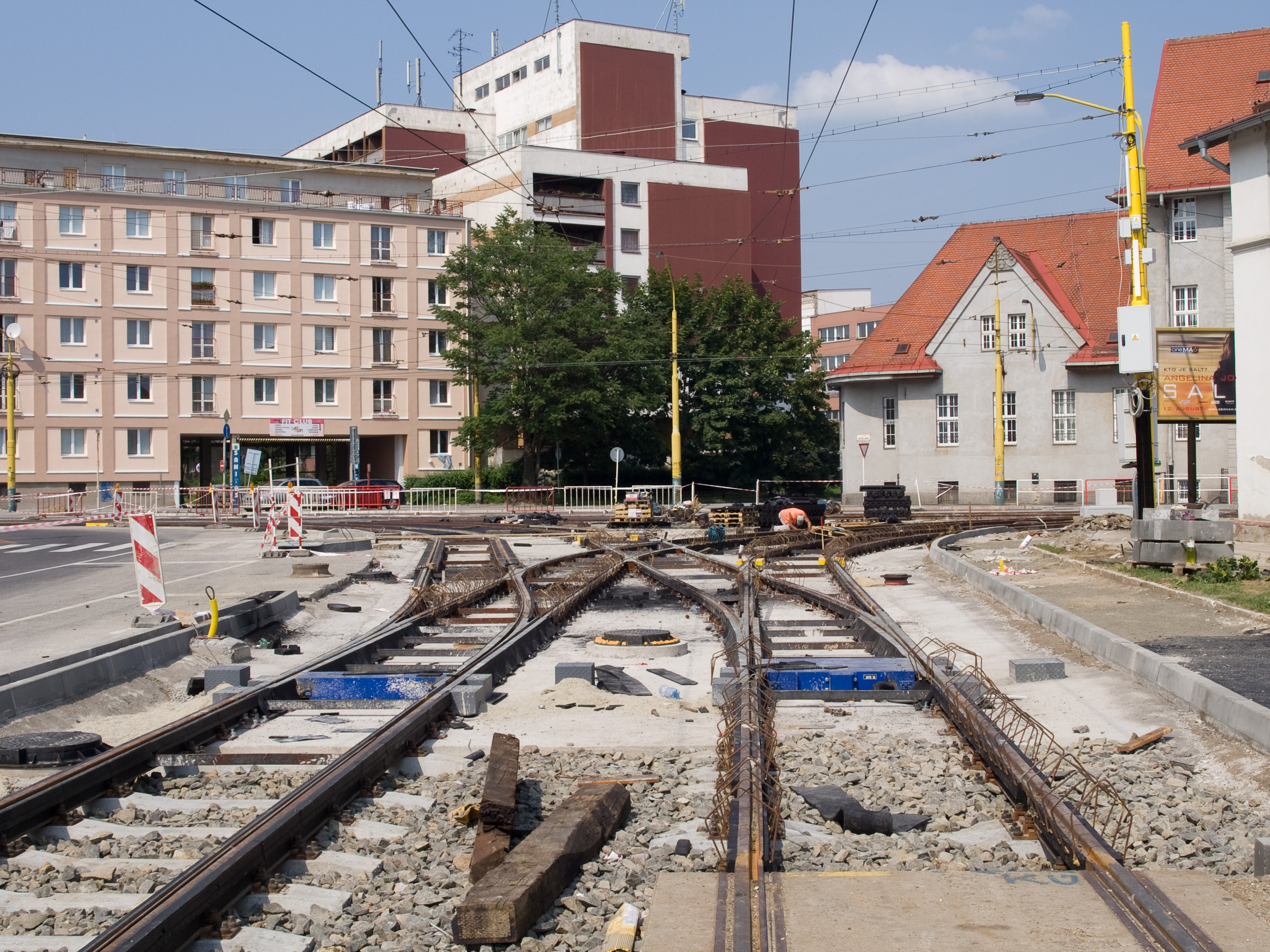
Rekonstrukce trati u Radnice Starého mesta

V Košicích se nachází okolo 34 kilometrů tramvajových tratí, z toho nejdelší, přibližně jedenáct kilometrů dlouhá vede k areálu železáren. Tato trať je užívána jako rychlodráha a soupravy na ní běžně jezdí svou maximální konstrukční rychlostí 65 km/h a praktická rychlost na trati je 50–62 km/h. Přes výměny je předepsaná rychlost 30 km/h. Ostatní tratě jsou situovány ve smyslu kruhu kolem širšího centra města a systematicky jako propoje na větší sídliště. V létě roku 2010 proběhla rekonstrukce velmi exponované křižovatky u Sportovní haly a připravuje se rekonstrukce tratě u Námestia Osloboditeľov.

### Provoz
Tramvaje nejsou páteřním systémem MHD, čemuž odpovídají relativně dlouhé intervaly linek. Tramvaje zajišťují pouze denní dopravu v rozmezí od přibližně páté hodiny ranní do jedenácté hodiny večerní. Noční doprava je zajišťována pouze sedmi autobusovými linkami. V denním provozu je sedm linek městských, které nesou číselné označení od dvojky po sedmičku a linkou devět. Tyto linky doplňuje osm linek, označených písmenem R, které spojují centrum Košic s areálem Východoslovenských železáren. Na těchto linkách platí zvláštní tarif a jsou v plném provozu pouze v dobách změn směn ve VSŽ, mimo exponovaného času pouze několik spojů, linkou R1 a R7. Od zastávky Optima jede každou půlhodinu tramvaj ke vstupnímu areálu U. S. Steel (VA-U.s.Steel /Vsž,vychodoslovenské železiarne/).

## Vozovna
Všechny vozy jsou umístěny v jediné vozovně na Bardejovské ulici, která je zároveň sídlem dopravního podniku. Vozovna je na kolejovou síť napojena dvěma výjezdy, hlavním je krátká spojovací trať vedoucí Bardejovskou ulicí ústící do ulice Slovenského národního povstání mezi zastávky Bernolákova a Spoločenský pavilon. Toto napojení je využíváno pouze pro rozjezdy a zátahy a to s výjimkou linky R6, která vyjíždí na trasu přímo z areálu vozovny. Záložní spojení s kolejovou sítí je vyvedeno ze zadní části vozovny s napojením na trať mezi kruhovou křižovatkou Moldavská a zastávkou OC Optima, která pokračuje dále jako rychlodráha do železáren.

## Budoucnost
Plánuje se zavedení integrovaného dopravního systému, v jehož rámci se plánuje výstavba nových tramvajových tratí a jejich napojení na železnici.